# Самозанятость
Самоза́нятость — трудовая деятельность работника, осуществляющего свою деятельность в сфере оказания услуг (или реализации товаров) физическим лицам или юридическим лицам в установленном законом порядке, которая связана с удовлетворением личностных и общественных потребностей при самостоятельной организации собственного рабочего места и приносящей заработок или трудовой доход (может носить непостоянный характер).

## Самозанятые согласно российскому законодательству
Понятие «самозанятость» появилось в законодательстве с 2017 года. Федеральным законом от 26.07.2017 № 199, которым внесены изменения в статьи 2 и 23 Гражданского кодекса Российской Федерации в результате которых разграничены понятия индивидуального предпринимателя и самозанятого  С 1 июля 2017 года няни, сиделки, репетиторы, переводчики, уборщики, гиды и некоторые другие лица могут зарегистрироваться в статусе самозанятых. Численность зарегистрированных самозанятых на 1 января 2018 года составила 936 человек. 27 ноября 2018 был принят Закон 422 ФЗ «О проведении эксперимента по установлению специального налогового режима «Налог на профессиональный доход»  »(Закон о самозанятых) 

### Регионы-участники с 2019 года
По данным на 27 июня 2018 года 25 млн граждан России получают доходы не по трудовому договору. Для легализации соответствующих категорий граждан разработан принципиально новый режим налогообложения «Налог на профессиональный доход», вступивший в силу с 1 января 2019 года.
Пилотный проект запущен 1 января 2019 года в четырёх регионах:
1. Москва;
2. Московская область;
3. Калужская область;
4. Республика Татарстан.

В феврале 2019 года министр финансов Антон Силуанов поручил профильным ведомствам представить предложения о распространении налогового режима для самозанятых по всей стране с 2020 года.

### Регионы-участники с 2020 года
15 декабря 2019 года президент России Владимир Путин подписал закон о расширении эксперимента по налогу на самозанятых граждан. С 1 января 2020 года налоговый эксперимент распространился ещё на 19 регионов России: на Санкт-Петербург, Воронежскую, Волгоградскую, Ленинградскую, Нижегородскую, Новосибирскую, Омскую, Ростовскую, Самарскую, Сахалинскую, Свердловскую, Тюменскую, Челябинскую области, а также на Красноярский и Пермский края, Ненецкий, Ханты-Мансийский (Югра) и Ямало-Ненецкий автономные округа, а также Республику Башкортостан.
С 1 июля 2020 года эксперимент стартовал в Амурской, Архангельской, Астраханской, Белгородской, Брянской, Владимирской, Ивановской, Иркутской, Калининградской, Кемеровской, Кировской, Костромской, Курганской, Курской, Липецкой, Мурманской, Новгородской, Оренбургской, Орловской, Пензенской, Псковской, Рязанской, Саратовской, Смоленской, Тверской, Томской, Тульской и Ярославской областях, в Алтайском, Камчатском, Краснодарском, Ставропольском, Приморском и Хабаровском краях, в республиках Алтай, Бурятия, Дагестан, Кабардино-Балкария, Коми, Крым, Мордовия, Саха (Якутия), Хакасия, Карелия, Удмуртия, Чувашия, в Севастополе, в Чукотском автономном округе и Еврейской автономной области. С 3 июля стать самозанятым можно будет в Республике Адыгея, с 9 июля — в Ульяновской области и Республике Тыва, а с 24 июля — в республике Северная Осетия-Алания..

#### Сферы деятельности
В законе нет списка доступных сфер деятельности для специального режима налогообложения, но есть ряд ограничений. «Налог на профессиональный доход» не может применяться, если в сферу деятельности входит:
- реализация подакцизных товаров;
- перепродажа товаров;
- добыча полезных ископаемых.

#### Ограничения
Применять налог для самозанятых можно в случае, если:
- доход за год не превышает 2,4 млн рублей;
- нет наёмных работников.

#### Полная формулировка ограничений в законе
Полная формулировка ограничений в законе:
- лица, осуществляющие реализацию подакцизных товаров и товаров, подлежащих обязательной маркировке средствами идентификации в соответствии с законодательством Российской Федерации;
- лица, осуществляющие перепродажу товаров, имущественных прав, за исключением продажи имущества, использовавшегося ими для личных, домашних и (или) иных подобных нужд;
- лица, занимающиеся добычей и (или) реализацией полезных ископаемых;
- лица, имеющие работников, с которыми они состоят в трудовых отношениях;
- лица, ведущие предпринимательскую деятельность в интересах другого лица на основе договоров поручения, договоров комиссии либо агентских договоров, если иное не предусмотрено пунктом 6 настоящей части;
- лица, оказывающие услуги по доставке товаров с приемом (передачей) платежей за указанные товары в интересах других лиц, за исключением оказания таких услуг при условии применения налогоплательщиком зарегистрированной продавцом товаров контрольно-кассовой техники при расчетах с покупателями (заказчиками) за указанные товары в соответствии с действующим законодательством о применении контрольно-кассовой техники;
- лица, применяющие иные специальные налоговые режимы или ведущие предпринимательскую деятельность, доходы от которой облагаются налогом на доходы физических лиц, за исключением случаев, предусмотренных частью 4 статьи 15 настоящего Федерального закона;
- налогоплательщики, у которых доходы, учитываемые при определении налоговой базы, превысили в текущем календарном году 2,4 миллиона рублей[12].

#### Объект налогообложения
1. Объектом налогообложения признаются доходы от реализации товаров (работ, услуг, имущественных прав).
2. Для целей настоящего Федерального закона не признаются объектом налогообложения доходы:
  1. получаемые в рамках трудовых отношений;
  2. от продажи недвижимого имущества, транспортных средств;
  3. от передачи имущественных прав на недвижимое имущество (за исключением аренды (найма) жилых помещений от 5 лет);
  4. государственных и муниципальных служащих, за исключением доходов от сдачи в аренду (наём) жилых помещений;
  5. от продажи имущества, использовавшегося налогоплательщиками для личных, домашних и (или) иных подобных нужд;
  6. от реализации долей в уставном (складочном) капитале организаций, паев в паевых фондах кооперативов и паевых инвестиционных фондах, ценных бумаг и производных финансовых инструментов;
  7. от ведения деятельности в рамках договора простого товарищества (договора о совместной деятельности) или договора доверительного управления имуществом;
  8. от оказания (выполнения) физическими лицами услуг (работ) по гражданско-правовым договорам при условии, что заказчиками услуг (работ) выступают работодатели указанных физических лиц или лица, бывшие их работодателями менее двух лет назад;
  9. от деятельности, указанной в пункте 70 статьи 217 Налогового кодекса Российской Федерации, полученные лицами, состоящими на учёте в налоговом органе в соответствии с пунктом 7.3 статьи 83 Налогового кодекса Российской Федерации;
  10. от уступки (переуступки) прав требований;
  11. в натуральной форме;
  12. от арбитражного управления, от деятельности медиатора, оценочной деятельности, деятельности нотариуса, занимающегося частной практикой, адвокатской деятельности[13].

Кратко ключевые моменты:
- Продажа недвижимости, транспортных средств и личных вещей не облагаются налогом в рамках специального режима для самозанятых;
- Нельзя оказывать услуги бывшему работодателю, с которым были отношения менее двух лет назад[14].

#### Кому подходит налоговый режим НПД
Новый спецрежим могут применять физлица и индивидуальные предприниматели (самозанятые), у которых одновременно соблюдаются следующие условия:
- они получают доход от самостоятельного ведения деятельности или использования имущества;
- ведут деятельность в регионе проведения эксперимента: Москве, Московской или Калужской областях, Республике Татарстан;
- при ведении этой деятельности не имеют работодателя, с которым заключён трудовой договор;
- не привлекают для этой деятельности наёмных работников по трудовым договорам;
- вид деятельности, условия её осуществления или сумма дохода не попадают в перечень исключений, указанных в статьях 4 и 6 Федерального закона от 27.11.2018 № 422-ФЗ.

Особенности применения специального налогового режима:
1. Физические лица не уплачивают налог на доходы физических лиц с тех доходов, которые облагаются налогом на профессиональный доход.
2. Индивидуальные предприниматели не уплачивают:

- налог на доходы физических лиц с тех доходов, которые облагаются налогом на профессиональный доход;
- налог на добавленную стоимость, за исключением НДС при ввозе товаров на территорию России;
- фиксированные страховые взносы.

Индивидуальные предприниматели, которые зарегистрировались в статусе плательщиков налога на профессиональный доход, не уплачивают фиксированные страховые взносы. На других специальных налоговых режимах страховые взносы нужно платить даже при отсутствии дохода.
При отсутствии дохода в течение налогового периода нет никаких обязательных, минимальных или фиксированных платежей. При этом плательщики налога на профессиональный доход являются участниками системы обязательного медицинского страхования и могут получать бесплатную медицинскую помощь.

#### Регистрация
Для регистрации в статусе самозанятого необходимо скачать мобильное приложение, доступное в Google Play и App Store. Налоговая служба рекомендует авторизоваться в приложении через ИНН и пароль от личного кабинета налогоплательщика. Соответствующие данные можно получить в любой налоговой инспекции за 15 минут.
Также доступен альтернативный способ регистрации: с помощью приложения необходимо отсканировать паспорт и сделать селфи.
В статусе самозанятого можно зарегистрироваться через операторов электронных площадок: «Яндекс.Такси», «Сити-Мобил», «Альфа-Банк», «Сбербанк России», «МТС-банк», «Почта-банк», «ЮMoney».

#### Налогообложение
Новый режим для самозанятых (НПД — налог на профессиональный доход) предполагает уплату налогов от реализации товаров, работ и услуг для физических лиц по ставке 4 %, индивидуальным предпринимателям и юрлицам — 6 %.
Исчисление налогов производится ежемесячно в автоматическом режиме. Уплатить необходимо не позднее 25 числа месяца, следующего за истекшим налоговым периодом.
Налоговую декларацию подавать не требуется.
Налоговый режим будет действовать в течение 10 лет. В этот период ставки налога не изменятся.
С 1 июля 2019 года для предприятий и большинства организаций необходимым условием деятельности является установка онлайн-касс. Но самозанятым применение онлайн-кассы не потребуется.
При применении данного спецрежима предусмотрен налоговый вычет в размере не более 10 тыс. руб. При этом размер налогового вычета определяется в зависимости от ставки НПД. При оплате налога по ставке 4 %, вычет рассчитывается в размере 1 % процентной доли налоговой базы, 6 % НПД — налоговый вычет определяется как соответствующая налоговой ставке в размере 2 % процентная доля налоговой базы.
Обязательные страховые взносы перечислять не нужно (п. 11 ст. 2 Закона № 422-ФЗ от 27.11.2018 года): 37 % НПД поступает в ФОМС, поэтому самозанятые плательщики НПД будут застрахованы в системе медицинского страхования. Но чтобы отработанные на спецрежиме НПД периоды вошли в стаж для пенсии, страховые взносы в ПФР самозанятым гражданам можно платить добровольно.

## Практика применения статуса самозанятого
По состоянию на 6 марта 2019 года 38 тыс. человек зарегистрировались с начала 2019 года в статусе самозанятых, чтобы воспользоваться специальным налоговым режимом «Налог на профессиональный доход». Газета «Совершенно секретно» в декабре 2019 года сообщала, что число самозанятых в России составляет 260 тысяч человек. По прогнозу исполнительной власти, к 2024 году количество самозанятых должно составить 2,4 млн граждан. В 2022 году в России количество зарегистрированных плательщиков налога на профессиональный доход (НПД) составило 6,562 млн. Такие сведения содержатся на платформе поставки данных Федеральной налоговой службы
По данным «Яндекс.Такси», к середине марта 2019 года воспользовались специальным режимом налогообложения и зарегистрировались в приложении «Мой налог» свыше 12 тыс. человек. Активное использование таксистами этого режима налогообложения связано с взаимной выгодой для водителей и агрегаторов, так как исключается необходимость в посреднике в виде таксопарка. С 11 августа 2020 года для самозанятых водителей и автокурьеров запустилась специальная платформа «Яндекс.Про». Она помогает с оформлением статуса самозанятого, поиском заказов, бухгалтерией и налогообложением.
Сервис «Яндекс.Еда» также набирал самозанятых. По состоянию на 2020 год, курьеров в сервис «Яндекс.Еда» оформляли в статусе самозанятых (с оплатой налога через приложение «Мой налог»), а не как сотрудников компании «Яндекс». Эта практика позволяла «Яндексу» не оплачивать курьерам отпуска и не доплачивать за переработку. При этом самозанятый курьер обязан был проходить медицинский осмотр (в определённой «Яндексом» частной клинике, потом с курьера деньги вычитались из заработка), а также платил «Яндексу» штрафы (например, за опоздание).
К апрелю 2019 года каждый шестой россиянин, зарегистрировавшийся в статусе самозанятого, раньше был индивидуальным предпринимателем. На конец 2021 года в России было зарегистрировано около 3 млн самозанятых, плательщиков налога на предпринимательский доход; 85 % из них ранее не вели официальную предпринимательскую деятельность.
По данным ФНС, в 2022 году число самозанятых достигло 6,562 млн человек, что в 1,7 раза или на 2,7 млн больше, чем в конце 2021 года.?
К 17 августа в статусе самозанятых зарегистрировалось 8,5 млн человек 
На 1 июля 2023 года в качестве самозанятых зарегистрировалось более 95 тыс. человек в возрасте от 14 до 17 лет. Это превысило показатели лета 2022 года на 20%.
В Москве число самозанятых превысило 1 млн человек 
По информации ФНС, к апрелю 2024 года количество зарегистрированных самозанятых в РФ выросло до 10 млн человек, более 50% из которых — новые лица, ранее не декларировавшие свои доходы. Ежедневно в данном статусе регистрируется свыше 8,5 человек. В общей сложности, самозанятые зарегистрировали 3,6 трлн доходов и уплатили налогов на 141 млрд рублей. Средний чек с 2019 года вырос на 70% и достиг 1904 рублей. Наиболее высокооплачиваемые сферы деятельности самозанятых: маркетинг и реклама, ремонтные услуги, IT и др..

## Меры поддержки самозанятых из-за COVID-19
С момента введения ограничительных мер из-за коронавируса COVID-19 самозанятые россияне ждали помощь от законодательной и исполнительной властей. Однако все федеральные меры поддержки были адресованы либо физическим лицам, либо представителям малого и среднего бизнеса. Все изменилось лишь 11 мая 2020 года, когда Владимир Путин перед совещанием с главами регионов по ситуации с COVID-19 выступил с очередным обращением к гражданам России. Глава государства поручил начать поэтапный выход из ограничительных мер. Президент России также поручил вернуть самозанятым налог на профессиональный доход (НПД), уплаченный в 2019 году, в полном объёме. Кроме того, самозанятым выделят капитал в размере 1 МРОТ на выплату налогов в 2020 году.

## Зарубежный опыт

### Соединённые Штаты Америки
Распространено мнение, что самозанятость сконцентрирована в нескольких отраслях сферы услуг, таких как продавцы и страховые агенты, однако исследования показали, что самозанятые задействованы в широком сегменте экономики.
В Соединённых Штатах любое лицо считается самозанятым с точки зрения налогообложения, если это лицо ведет бизнес в качестве индивидуального предпринимателя, независимого подрядчика, в качестве члена товарищества или члена общества с ограниченной ответственностью. В дополнение к подоходному налогу эти лица должны платить налоги на социальное обеспечение и медицинскую помощь в форме налога SECA (Закон о взносах на самозанятость).
В соответствии с законом о налогах самозанятые лица отчислят на налоги 15,3 % (= 12,4 % [социальное обеспечение] + 2,9 % [медицинская помощь]), что примерно эквивалентно совокупным взносам работника и работодателя в соответствии с налогом FICA. Часть налога на социальное обеспечение для самозанятости применяется только к первым 176 100 долларам дохода за 2025 налоговый год. Однако мультипликатор 15,3 %, в большинстве случаев, применяется только к 92,35 % дохода от самостоятельной занятости. Кроме того, половина налога на самозанятость, то есть эквивалентная работодателю часть, допускается в качестве вычета из дохода. В тоже время самозанятые часто рассматриваются одновременно и как работники, и как работодатели в одном лице: например, налог на медицинское обеспечение равен сумме части, что платят работники по найму (1,45 %) и работодатели (ещё 1,45 %).

### Великобритания
Согласно исследованию, проведенному в 2016 году Глобальным институтом McKinsey, в Великобритании насчитывается 14 миллионов независимых работников. Самостоятельно занятый человек в Соединённом Королевстве может действовать как индивидуальный предприниматель или как партнер в партнерстве.
Эта форма занятости, хотя и популярна, имеет несколько юридических обязанностей. При работе из дома местным властям иногда может потребоваться разрешение на использование части дома в качестве служебного помещения. Если работающий не по найму человек хранит записи о клиентах или поставщиках в какой-либо электронной форме, он должен будет зарегистрироваться в Управлении комиссара по информации. Другие юридические обязанности включают в себя обязательное страхование гражданской ответственности, изменение помещений для инвалидов, а также надлежащий учёт и учёт финансовых операций.
Установлена прогрессивная шкала налогообложения:
Англия, Уэльс, Северная Ирландия
| Годовой доход    | Ставка налога |
| до £11 850       | 0 %           |
| £11 851-£46 350  | 20 %          |
| £46 351-£150 000 | 40 %          |
| более £150 000   | 45 %          |

Шотландия
| Годовой доход    | Ставка налога |
| до £11 850       | 0 %           |
| £11 851-£13 850  | 19 %          |
| £13 851-£24 000  | 20 %          |
| £24 001-£44 273  | 21 %          |
| £44 274-£150 000 | 41 %          |
| более £150 000   | 46 %          |

### Европейский союз
Европейская комиссия определяет работающего не по найму человека как: «получающий прибыль за свою деятельность в условиях, установленных национальным законодательством».
Статья 53 Договора о функционировании Европейского Союза (TFEU) предусматривает свободное передвижение лиц, занимающихся и осуществляющих деятельность в качестве самозанятых людей. Он гласит: «Чтобы людям было легче заниматься и заниматься деятельностью в качестве самозанятых лиц, Совет… издаёт Директивы о взаимном признании дипломов, сертификатов и других доказательств формальной квалификации».
Самостоятельная занятость в основном регулируется только на национальном уровне. Каждый орган и отдельный орган применяют свои собственные положения нормативно-правовой базы, которые могут различаться в зависимости от сферы их полномочий или политики (налоговое законодательство, социальное обеспечение, предпринимательское право, рынок труда, страхование).

### Сравнение российского опыта с другими странами
Величина подоходного налога самозанятых в Великобритании стартует от 20 %, но есть льготы для тех, кто за год заработал меньше 11 850 фунтов. В Германии минимальная ставка для самозанятых — 14 %. Для тех, кто совмещает бизнес и работу, есть дополнительный налог 7 %. Во всех странах самозанятые платят взносы в фонды медицинского и социального страхования. В США это 15,3 % от дохода, а в Великобритании — минимум 2,95 фунта в неделю. В России платят только фиксированный налог в 4 % или 6 %, при применении данного спецрежима предусмотрен также налоговый вычет в размере до 10 тыс. рублей.
Самозанятость в области здравоохранения. Одной из причин роста теневого сектора медицинских услуг представляется возможным выделить проблему неполного правового регулирования коммерческой деятельности среднего медицинского персонала. В Российской Федерации оказание «сестринских» медицинских услуг относится к лицензируемым видам деятельности. При этом развитие текущего законодательства о «самозанятости» с добавлением в перечень деятельности «услуг среднего медицинского персонала» позволит легализовать часть теневого сектора медицинских услуг. Согласно приведенному сравнительно-правовому анализу, медицинские сестры в Узбекистане, Германии, Франции и Бельгии могут работать в статусах «самозанятый», «Freiberufler», «Entreprise individuelle» и «self-employed», соответственно . Каждый из статусов позволяет специалистам со средним профессиональным медицинским образованием оказывать свои услуги в рамках правового поля, заключать договоры с пациентами и вести медицинскую документацию без избыточных правил лицензирования, каковы представлены в Российской Федерации или Республике Казахстан. Таким образом, как согласно экспертным оценкам, так и по результатам проведенного сравнительно-правового исследования, для уменьшения размеров теневого сектора медицинских услуг, в частности, легализации оказания сестринской помощи «на дому», представляется рациональным добавление услуг специалистов со средним медицинским образованием в перечень видов деятельности, оказываемых самозанятыми в соответствии с Федеральным законом «О проведении эксперимента по установлению специального налогового режима «Налог на профессиональный доход».